# Lasiurus blossevillii
Lasiurus blossevillii és una espècie de ratpenat de la família dels vespertiliònids. Viu a l'Argentina, Belize, Bolívia, el Brasil, el Canadà, Colòmbia, Costa Rica, l'Equador, El Salvador, els Estats Units Guaiana Francesa, Guatemala la Guaiana, Hondures, Mèxic, Nicaragua, Panamà, el Paraguai, el Perú, Surinam, Trinitat i Tobago, l'Uruguai i Veneçuela. El seu hàbitat natural són els boscos, tot i que també se'l troba a les ciutats. Es tracta d'un animal insectívor. És una espècie en risc mínim, és a dir, no sembla que hi hagi cap amenaça significativa per a la seva supervivència.